# El jutge Priest
El jutge Priest (títol original: Judge Priest) és una pel·lícula de comèdia estatunidenca de 1934 protagonitzada per Will Rogers i dirigida per John Ford, Va ser produïda per Sol M. Wurtzel en associació amb Fox Film, i basada en el personatge Judge Priest de l'humorista Irvin S. Cobb,. La imatge està ambientada al Kentucky posterior a la reconstrucció i el repartiment de suport compta amb Henry B. Walthall, Hattie McDaniel i Stepin Fetchit. Va ser refeta per Ford l'any 1953 com The Sun Shines Bright. Està doblada al català.

## Argument
El jutge Priest, un orgullós veterà confederat, fa servir el sentit comú i una humanitat considerable per impartir justícia en una petita ciutat del Kentucky de després de la Guerra Civil.

## Repartiment
- Will Rogers com Jutge William 'Billy' Priest
- Tom Brown com Jerome Priest
- Anita Louise com Ellie May Gillespie
- Henry B. Walthall com Reverend Ashby Brand
- David Landau com Bob Gillis
- Rochelle Hudson com Virginia Maydew
- Roger Imhof com Billy Gaynor
- Charley Grapewin com sargent Jimmy Bagby
- Berton Churchill com senador Horace Maydew
- Brenda Fowler com Mrs. Caroline Priest
- Francis Ford com jurat No. 12
- Hattie McDaniel com tieta Dilsey
- Stepin Fetchit com Jeff Poindexter
- Winter Hall com Jutge Floyd Fairleigh (sense acreditar)
- Harry Tenbrook com home al Saloon (sense acreditar)

## Recepció
La pel·lícula va ser un èxit a taquilla. Va ser un dels èxits més grans de Fox d'aquell any (cinc dels set grans èxits de l'estudi van ser protagonitzats per Rogers).
El 1998, Jonathan Rosenbaum del Chicago Reader va incloure la pel·lícula a la seva llista sense classificar de les millors pel·lícules americanes no incloses al Top 100 de l'AFI.